# Большая Горбушина
Большая Горбушина — река в Туруханском районе Красноярский края, левый приток Енисея. Длина — 42 км. Река вытекает из безымянного озера в системе Домашние озёра, на высоте около 16 м, течёт, вначале на юг, затем на восток. Значительных притоков река не имеет, впадает в Енисей слева, у Туруханского переката, на расстоянии 1004 км от её устья.
По данным государственного водного реестра России относится к Енисейскому бассейновому округу. Код водного объекта — 17010600112116100061559.